# Chuck Liddell
Chuck "Iceman" Liddell, född 17 december, 1969 i Santa Barbara, Kalifornien, är en före detta MMA-fighter som är mest känd för sina matcher i UFC. 16 april 2005–26 maj 2007 var Liddell mästare i lätt tungviktsklassen i UFC, under den tiden försvarade han sin titel vid fyra tillfällen.

## Karriär
Chuck Liddell blev UFC-mästare i lätt tungvikt efter att den 16 april 2005 ha besegrat Randy Couture. Efter drygt två år som mästare och fyra lyckade titelförsvar förlorade han mästarbältet den 26 maj 2007 på galan UFC71: Liddell vs. Jackson till Quinton Jackson efter att domaren stoppat matchen en bit in i första ronden.
22 september 2007 förlorade han sin andra raka match då han blev besegrad på poäng av The Ultimate Fighter-deltagaren Keith Jardine.
Liddell har efter förlusten till Keith Jardine vunnit en match mot Wanderlei Silva på poäng. Den 6 september 2008 gick Liddell en match mot Rashad Evans i galan UFC 88 och förlorade på knockout i den andra ronden. Liddells förlust mot Mauricio "Shogun" Rua den 18 april 2009 på UFC 97 innebar att han förlorat fyra av fem matcher. Före matchen hade UFC:s president Dana White spekulerat i att om Liddell förlorade matchen skulle han sluta tävla i MMA. Efter matchen stod White fast vid uttalandet och på en presskonferens direkt efter matchen svarade Liddell själv på frågan om han nu gått sin sista match: "Förmodligen. Jag kommer inte fatta något beslut innan jag kommer hem och pratar med mina vänner men det är förmodligen riktigt att säga att jag pensionerat mig."

### UFC Hall of Fame
I juli 2009 blev Liddell invald i UFC Hall of Fame.